# Саша Радивојевић
Саша Радивојевић (Београд, 10. априла 1979) је бивши српски фудбалски голман.

## Каријера
Радивојевић је прошао млађе категорије Партизана, али за први тим није никад заиграо. Сениорску каријеру је почео у Радничком са Новог Београда, тадашњем друголигашу. Од сезоне 2002/03. је заиграо за Зету из Голубоваца, са којом је дебитовао у највишем рангу. У сезони 2004/05. је играо у Ирану за Пегах Гилан, а током наредне такмичарске године је био у Грчкој, где је наступао за Аполон из Каламарије.
Крајем јуна 2006. је потписао четворогодишњи уговор са Црвеном звездом. У сезони 2006/07. са црвено-белима осваја дуплу круну, с тим што је бранио на само три првенствене и на две куп утакмице. Током јесењег дела сезоне 2007/08. није добио прилику да заигра, па је за пролећни део шампионата прослеђен на позајмицу у чачански Борац. Шансу да буде први голман је добио па почетку сезоне 2008/09. код тренера Здењека Земана. Бранио је у двомечу против кипарског АПОЕЛ-а, у другом колу квалификација за Куп УЕФА, као и на прве четири првенствене утакмице. Ипак током тих утакмица Црвена звезда није успела да забележи победу. Земан је смењен, а на његово место је дошао Чедомир Јаневски који је за првог голмана ставио Сашу Стаменковића. Радивојевић у наредном периоду није добијао прилику, па је за пролећни део сезоне 2009/10. позајмљен Чукаричком.
Током лета 2010. је и званично постао играч Чукаричког. Бранио је на само седам првенствених утакмица у сезони 2010/11, да би након тога био у Индонезији, где је наступао за екипу Пелита Јаја. Током сезоне 2012/13. је наступао за панчевачки Динамо у Српској лиги Војводина.
У Раднички с Новог Београда вратио се 2021. као тренер голмана.

## Трофеји

### Црвена звезда
- Суперлига Србије (1) : 2006/07.
- Куп Србије (1) : 2006/07.